# Palaghiaccio di Ferrara
Il Palaghiaccio di Ferrara è il palazzetto del ghiaccio della città estense.

## Storia
La sua costruzione è iniziata nel 1997, è dotato di una sola pista di ghiaccio ed è stata la seconda struttura del genere costruita in Emilia-Romagna dopo quella di Cerreto Laghi. Nel 2000 il palaghiaccio è stato ultimato con l'installazione della copertura della pista trasformando così la struttura in una pista olimpionica di pattinaggio su ghiaccio.
La struttura è stata chiusa dal marzo 2010 fino al 2020. Il comune di Ferrara ha tentato di riaprirla, ma non ha avuto la possibilità di farlo.
Nella notte del 20 settembre 2015, un incendio di grosse proporzioni ha danneggiato notevolmente l'impianto.
Ferrara, in tempi successivi, ha utilizzato altri spazi per avere una pista del ghiaccio nel periodo invernale. Nel 2020 il palazzetto è stato nuovamente aperto al pubblico (con ingresso contingentato a causa del COVID-19).

## Caratteristiche
Il Palaghiaccio è dotato di una pista di 30×60 metri per un totale di 1.800 m² di superficie ghiacciata con un volume complessivo di 130 mc, capace di ospitare una capienza minima di 600 persone. Erano presenti altri spazi, come i 650 m² dedicati al bar ed alla sala giochi. La struttura sportiva nel periodo di attività ha avuto un'affluenza di pubblico oscillante tra le 12.000 e le 20.000 presenze annue.
Nato in quello che doveva diventare il polo sportivo di Ferrara ha ospitato numerose manifestazioni sportive ed eventi culturali.